# Fon (unitat de mesura)
El fon és la unitat de mesura de la intensitat de la sensació sonora, que té en compte el fet que la sensibilitat de l'oïda humana varia amb la freqüència del so.
El fon no és una unitat del Sistema Internacional d'Unitats. Una variació d'un fon en el nivell d'intensitat d'un so és aproximadament el menor canvi en el nivell de pressió sonora detectable per l'oïda humana sota condicions normals d'escolta. És una unitat logarítmica i adimensional (similar al decibel) que s'empra per a indicar la sonoritat amb la que es percep un so. Un so de 60 fons significa "tan fort com un to de 60 dB i de 1000 Hz".